# Sirvard Emirzian
Sirvard Emirzian   (Yerevan, 5 de juny de 1966) és una saltadora armènia, ja retirada, que va competir sota bandera de la Unió Soviètica durant les dècades de 1970 i 1980.
El 1980 va prendre part en els Jocs Olímpics d'Estiu de Moscou, on va guanyar la medalla de plata en la prova de palanca de 10 metres del programa de salts.
En el seu palmarès també destaca el campionat soviètic de 1979, 1981 i 1982. Disputà, sense sort, el campionat el Campionat d'Europa de natació de 1981 i el Campionat del Món de natació de 1982. Posteriorment es va traslladar als Estats Units amb la família, abandonant la seva carrera esportiva.